# Виктор Йоцов
Виктор Иванов Йоцов е български учен – икономист и университетски преподавател. Професор в катедра „Финанси и счетоводство“ на СУ "Св. Климент Охридски" и в секция „Макроикономика“ в Института за икономически изследвания към БАН

## Биография
Виктор Йоцов е роден на 23 март 1961 г., в гр. София. Дипломира се през 1985 г. в Университета за национално и световно стопанство като магистър по икономика в специалност „Управление и планиране на народното стопанство (Социалноикономическо планиране)“.
В периода 1986 – 1995 г. е научен сътрудник в секция „Аналитично прогнозна дейност“ на Икономическия институт при БАН, а от 1992 до 1994 г. е хоноруван асистент по „Макроикономика“ в Международен колеж по мениджмънт, маркетинг и търговия. През 1995 г. Виктор Йоцов започва работа в Българска народна банка. Започва работа като експерт в отдел „Платежен баланс и външен дълг“, а от 1997 г. е началник на отдел „Икономически изследвания“ в БНБ. През 1998 г. постъпва като докторант в Икономическия институт при БАН, а няколко години по-късно защитава докторска дисертация на тема „Моделиране и прогнозиране на икономическите процеси в условията на преход – теоретични постановки и емпирични резултати“. През 2001 г. е назначен за и.д. главен икономист на БНБ и директор на дирекция „Икономически изследвания и прогнози“. В периода 2003 – 2010 г. Йоцов работи като представител на България в Международния валутен фонд и съветник на изпълнителния директор.

## Научна кариера
През 2011 г. след хабилитация става доцент в секция „Макроикономика“ в Института за икономически изследвания към БАН по съвместителство. Същата година започва работа и като доцент в катедра „Финанси“ на УНСС. В университета води занятия в дисциплините „Основи на финансите“ (за студентите юристи и икономисти), както и „Финансови кризи“ и „Парична теория и парична политика“ във Финансово-счетоводния факултет на УНСС. От септември 2023 г. е редовен професор в Стопанския факултет на Софийския университет, където води дисциплините "Публични финанси", "Пари, банки и финансови пазари" и "Финансови кризи".
Автор е на множество публикации в областта на финансите. Научните му интереси са в областите парична теория, парична политика, публични финанси, международни финанси, външна търговия. 
Автор е на 5 монографии в областта на макроикономическото управление с акцент върху развитието на банковата и финансова политика. През юни 2015 г. Виктор Йоцов е кандидат за заемане на длъжността управител на БНБ, номиниран от народни представители от парламентарната група на партия „АБВ“.
Владее отлично английски и руски език.

## Личен живот
Женен, с две деца.